# Helena Stachová
Helena Stachová, roz. Helena Teigová (* 26. května 1931 v Praze) je významná česká překladatelka z polštiny. V roce 1999 se stala nositelkou Komandérského kříže Řádu za zásluhy o Polskou republiku.

## Biografie
Je dcerou překladatelky Heleny Teigové (1902–1986) a profesora matematiky a teoretické fyziky Karla Teigeho. V roce 1950 maturovala na Francouzském reálném gymnasiu v Praze a poté v letech 1950–1955 studovala obor čeština – polština na Filozofické fakultě Univerzity Karlovy. Překladatelské práci se soustavně věnuje ve svobodném povolání od roku 1955. V letech publikačního zákazu překládala pod jménem Helena Teigová.

### Překladatelská činnost
Mezi autory, jejichž knihy převedla z polštiny do češtiny, patří např. Sławomir Mrożek, Witold Gombrowicz, Stanisław Lem, Edward Stachura, Kazimierz Brandys, Alina a Czesław Centkiewiczovi, Józef Hen, Gustaw Herling-Grudziński, Janusz Krasiński, Karol Wojtyła, Aleksander Ścibor-Rylski, Stanislaw Ignacy Witkiewicz či Mariusz Szczygieł.
Své překlady publikovala také jako Helena Teigová ml., Lenka Teigová, Helena Teigová-Stachová a Lenka Stachová.